# تلقيح (طب)
تلقيح (بالإنجليزية: Inoculation)‏ غالبًا ما تستخدم مصطلحات التلقيح والتطعيم والتحصين بشكل مترادف للإشارة إلى تحريض مصطنع من المناعة ضد الأمراض المعدية المختلفة. هذا معتمد من قبل بعض القواميس. ومع ذلك، هناك بعض الاختلافات التاريخية والحالية الهامة. في الطب الإنجليزي، أشار التلقيح فقط إلى ممارسة التجدير حتى أوائل القرن التاسع عشر. عندما أدخل إدوارد جينر لقاح الجدري في عام 1798، كان يسمى في البداية بتطعيم الجدري أو التلقيح ضد اللقاح. في فترة وجيزة، ولتجنب الالتباس، استمر التلقيح بالجدري يشار إليه على أنه تطفل (من variola=الجدري) وكان يشار إلى تطعيم الجدري بالتطعيم (من استخدام جينر لقاح الجدري=الجدري للبقرة). ثم، في عام 1891، اقترح لويس باستور أن شروط اللقاح والتطعيم يجب أن تمتد لتشمل إجراءات الحماية الجديدة التي يجري تطويرها. يشير التحصين إلى استخدام جميع اللقاحات ولكنه يمتد أيضًا إلى استخدام مضاد الترياق، الذي يحتوي على جسم مضاد مسبوق الشكل مثل الخناق أو الذيفان الخارجي للكزاز (tetanus exotoxins). أصبح التلقيح الآن أكثر أو أقل مرادفاً للاستخدام غير التقويمي مع الحقن وما شابه، والأسئلة على غرار «هل كان لديك حقن/تطعيم/تلقيح/تحصين الأنفلونزا؟» لا ينبغي أن يسبب الارتباك. وينصب التركيز على المعطى والسبب، وليس المعنى الحرفي للتقنية المستخدمة.[بحاجة لمصدر]
التلقيح أيضا له معنى محدد للإجراءات التي تتم في المختبر. ويشمل ذلك نقل الكائنات الدقيقة من وإلى أجهزة مختبرية مثل أنابيب الاختبار وأطباق بتري في المختبرات البحثية والتشخيصية، وكذلك في التطبيقات التجارية مثل صنع الجعة، والخبز، وعلم الخمور (صناعة النبيذ)، وإنتاج المضادات الحيوية.[بحاجة لمصدر] في جميع الحالات تقريبا، تسمى المادة التي يتم تلقيحها اللقاح، أو أقل شيوعًا، على الرغم من أن مصطلح «تزريع Culture» يُستخدم أيضًا للعمل المنجز في المختبر.[بحاجة لمصدر]

## أصل الكلمة
دخل مصطلح التطعيم إلى اللغة الإنجليزية الطبية من خلال الاستخدام البستاني مما يعني غرس برعم (أو عين) من نبات إلى آخر. مشتق من اللاتينية + oculus (العين). على الرغم من أن «التلقيح innoculation» يُنظر إليه أحيانًا، إلا أن هذا غير صحيح، ربما يُعتقد خطأً أنه مرتبط بالحميدة، وهو مشتق من اللاتينية + nocuus (غير ضار).

## دراسة أصل الكلمة
وقد ظهر التلقيح كطريقة للوقاية من الجدري عن طريق الإدخال المتعمد للمواد من بثرات الجدري إلى الجلد. أنتجت هذه العدوى بشكل عام أقل عدوى من الجدري المكتسب طبيعياً، ولكنها لا تزال تحرض مناعة ضدها. هذه الطريقة الأولى للوقاية من الجدري، تُعرف الآن أيضًا باسم التجانس. يحتوي التطعيم على أصول قديمة وكانت التقنية معروفة في الهند والصين.

### الصين
تأتي أول تلميحات لممارسة التلقيح للجدري في الصين خلال القرن العاشر. فقد وانغ دان (957-1017)، وهي سلالة أسرة سونغ (960-1279)، ابنه البكر بسبب الجدري وفكر في وسيلة لإبعاد بقية أفراد عائلته عن المرض، فاستدعى الأطباء والحكماء، السحرة من جميع أنحاء الإمبراطورية لعقد في العاصمة في كايفنغ وتبادل الأفكار حول كيفية علاج المرضى من ذلك حتى جاء رجل إلهي من جبل أومي يحمل التلقيح. ومع ذلك، ذكر عالم الجيولوجيا جوزيف نيدام أن هذه المعلومات مأخوذة من زهونج زو شينفا (種痘 心法) الذي كتبه تشو يي ليانغ في عام 1808، بعد قرون من الأحداث المزعومة.
أول إشارة واضحة وذات مصداقية لتلقيح الجدري في الصين تأتي من وان تشوان (1499-1582) دوزين إكسينفا (痘疹 心法) عام 1549، والذي ينص على أن بعض النساء يحيضن بشكل غير متوقع أثناء الإجراء، ومع ذلك لم يذكر نصه تفاصيل حول تقنيات التلقيح. تم وصف التلقيح بوضوح لأول مرة من قبل يو تشانغ في كتابه (Yuyi cao (寓意 草، الذي نُشر عام 1643. وبحسب ما ورد لم يمارس التلقيح على نطاق واسع في الصين حتى عهد الإمبراطور لونغتشينغ (1567-1572) خلال عهد أسرة مينغ (1368–1644)، كما كتبه يو تيانشي في كتابه شادو جي جي (痧 痘 集解) لعام 1727، التي يزعم أنها كانت مستندة على دوان تشن جينجينغ لو (痘疹 金 鏡 錄) عام 1579. من المعروف أن الصينيين يحظرون ممارسة استخدام مادة الجدري من المرضى الذين يعانون بالفعل من مرض جدري الرئيسي (الذي يعتبر شديد الخطورة)؛ وبدلاً من ذلك، استخدموا مادة بروكسيّة لسدادة قطنية تم إدخالها في أنف شخص كان قد تم تلقيحه بالفعل ولم يكن لديه سوى عدد قليل من الجرب، أي فاريولا طفيفة. كان يسمى هذا «لزرع البراعم»، وهي فكرة زرع المرض الذي يتناسب مع مفهوم اللوبياء الشعاعية في الإنبات. يقتبس نيدهام من كتاب تشانغ يان تشونغدو (xinshu (種痘 新書 ، أو كتاب جديد عن التلقيح ضد الجدري، كتب في عام 1741 خلال سلالة كينغ (1644–1912)، والذي يوضح كيف أن العملية الصينية قد صقلت حتى هذه اللحظة:
طريقة تخزين المواد. لف قشرة الجرح بعناية في ورقة ووضعها في زجاجة صغيرة. اغلق عليه بإحكام بحيث لا تبدد النشاط. يجب ألا تتعرض الحاوية لأشعة الشمس أو التسخين. من الأفضل حملها لبعض الوقت بحيث تجف قشرة الجرح بشكل طبيعي وببطء. يجب وضع علامة على الحاوية بوضوح مع التاريخ الذي تم فيه أخذ المحتويات من المريض.
في فصل الشتاء، تحتوي المادة على قوة يانغ*، لذلك تبقى نشطة حتى بعد أن تبقى من الثلاثين إلى الأربعين يومًا. ولكن في الصيف ستفقد قوة اليانغ في حوالي عشرين يومًا. أفضل المواد هي تلك التي لم يتبق لها وقت طويل، لأنه عندما تكون قوة اليانغ وفيرة فإنها ستعطي تسعة أشخاص من أصل عشرة أشخاص - وأخيرا تصبح غير نشطة تماما، ولن تعمل على الإطلاق. في الحالات التي تكون فيها القشرة نادرة ومتطلبات كبيرة، من الممكن مزج جلبة جديدة مع المسحات الأكبر عمرًا، ولكن في هذه الحالة يجب أن يتم نفخ المزيد من المسحوق في فتحة الأنف عند إجراء التلقيح.
- قوة يانغ (في الفلسفة الصينية) المبدأ النشط للذكور في الكون، الذي وصفه بالإبداع ويرتبط بالسماء والحرارة والضوء.[6]

تلقت الجمعية الملكية بلندن تقريرين حول الممارسة الصينية في 1700؛ واحد من قبل الدكتور مارتن ليستر الذي تلقى تقريرا من قبل موظف في شركة الهند الشرقية المتمركزة في الصين وآخر من قبل كلوفر هافيرز. لكن لم يتم اتخاذ أي إجراء.

### شركيسيا
وفقا لفولتير (1742)، استمد الأتراك من استخدامهم للتلقيح إلى شركيسيا المجاورة.
لقد قامت النساء الشركسيات، منذ العصور الغابرة، بإبلاغ الجدري لأطفالهن عندما لا يتجاوز عمرهن ستة أشهر من خلال عمل شق في الذراع، وبوضع هذا الشق في بثرة، تؤخذ بعناية من جسد طفل آخر. تنتج هذه البثرة نفس التأثير في الذراع الذي توضع فيه كخميرة في قطعة من العجين. انها تخمر، وينتشر من خلال كتلة الدم بأكملها.
يتم توظيف بثرات الطفل الذي تم تطعيم جدري اصطناعي فيه لتوصيل نفس التأثير للآخرين. هناك تداول شبه دائم لها في شركيسيا؛ وعندما يكون بؤس الجدري قد غادر البلاد تماماً، فإن سكانها يواجهون متاعب وحيرة كبيرة مثل الدول الأخرى عندما يكون محصولهم قصيراً. فقراءالشركس، وبناتهم جميلات، وفي الواقع، يتاجرون فيها بالأساس. أنها توفر مع الجمال حريم السلطان التركي، من الفارسي الصوفي، وجميع أولئك الأثرياء بما يكفي لشراء والحفاظ على هذه البضائع الثمينة.
لا يتكهن فولتير بالمكان الذي اشتق منه الشركس أسلوبهم، على الرغم من أنه يذكر أن الصينيين قد مارسوه منذ مائة عام. تم تقديم الممارسة التركية إلى الجمعية الملكية في 1714 و1716، عندما أرسل الأطباء ايمانويل تيموني وجياكومو بيلاريني بشكل مستقل رسائل من القسطنطينية.

### الهند
تم توثيق الجدري في الهند من القرن الثامن عشر، وذلك بفضل تقرير 1766 من قبل جون زيفانيا هولويل. شمل وصف هولويل عام 1767 ما يلي، يشير ذلك إلى العلاقة بين المرض و «عدد كبير من الحركات المتحركة غير المتحسسة في الغلاف الجوي»:
يضعونها كمبدأ، أن السبب المباشر للجدري موجود في الجزء البشري من كل شكل بشري وحيواني. أن سبب التوسط (أو الثاني)، والذي يثير الأول، ويعرضه في حالة التخمير، هو عدد كبير من الحركات المتحركة غير المتحسسة العائمة في الجو؛ أن هذه هي السبب في جميع الأمراض الوبائية، ولكن على وجه الخصوص للجدري.
ينسب هولويل هذا التقرير إلى مخبره براهمان. ومع ذلك، لم يتم اكتشاف مثل هذه النظرية بعد في أي دراسة سنسكريتية أو محلية. يشير استخدام هولويل لكلمة "animalculae" إلى أنه ربما كان مدركًا لملاحظات أنتوني فان ليوينهويك التي تم إجراؤها في حوالي عام 1683. أما الأجزاء الأخرى من تقرير هولويل، وخصوصًا استخدامه لفكرة «فورية» و «توسط»، يشير مفهوم «التخمر» إلى أن هذه المفاهيم قد لا تكون بالضرورة ذات أصل هندي ولكن قد تتأثر أيضًا بالتطورات المعاصرة في علم الأحياء المجهرية.
وقد اقترح العديد من المؤرخين أن التجدير قد يكون أقدم من القرن الثامن عشر في الهند، لكن الأدلة التاريخية لهذا التأكيد غير موجودة. الشائعات المنتشرة منذ القرن التاسع عشر أن التطعيم قد تم توثيقه في الهند قبل اكتشافات إدوارد جينر، يمكن أن تعزى جميعها إلى مساحات دعائية مكتوبة باللغة السنسكريتية والكلمة الهندية من قبل الضباط الاستعماريين، في أمل تقوى لإقناع الهنود بقبول الجنريين المكتشف حديثا. وصفت دراسة أنثروبولوجية بارزة من قبل رالف نيكولاس طقوس الاسترضاء في منتصف القرن العشرين إلى أطلال، الإلهة الهندية للجدري، في البنغال. يثبت تقرير هولويل أنه لا شك في أن التلقيح ضد الجدري كان يمارس في الهند في القرن الثامن عشر. ومع ذلك، لا توجد أي من المصادر السنسكريتية أو الهندية المحلية التي اكتشفتها حتى الآن تذكر هذه الممارسة. بعض التفاصيل حول الممارسة التي وصفها هولويل مثل الاستنشاق إشارة للممارسة الصينية.[بحاجة لمصدر]

### أثيوبيا
أفاد المسافرون الأوائل إلى إثيوبيا أن التجريد كانت تمارسه شعوب أمهرة وتغراي. وكان أول الأوروبيين الذين أبلغوا عن ذلك هو ناثانيل بيرس، الذي أشار في عام 1831، إلى أنه تم إجراؤه من قبل أحد الأديار الذين يجمعون «كمية من المادة» من شخص يعاني معظم القروح من الجدري، ثم «يقطع بشفرة صليبًا صغيرًا في ذراعه» ويضع «القليل من المادة» في القطع، بعد ذلك يربط بضمادة. الزوّار اللاحقون الذين وصفوا هذه الممارسة شملوا دبليو. هاريس والدكتور بيتي من البعثة العلمية الفرنسية 1839-1841.

### غرب افريقيا
ويبدو أن معرفة التلقيح ضد مرض الجدري كانت معروفة لدى سكان غرب إفريقيا، وتحديداً أكان. شرح عبد يدعى أنسيمس عملية التلقيح خلال القرن الثامن عشر. أفاد بأنه حصل على المعرفة من إفريقيا.

## الاستيراد إلى الغرب

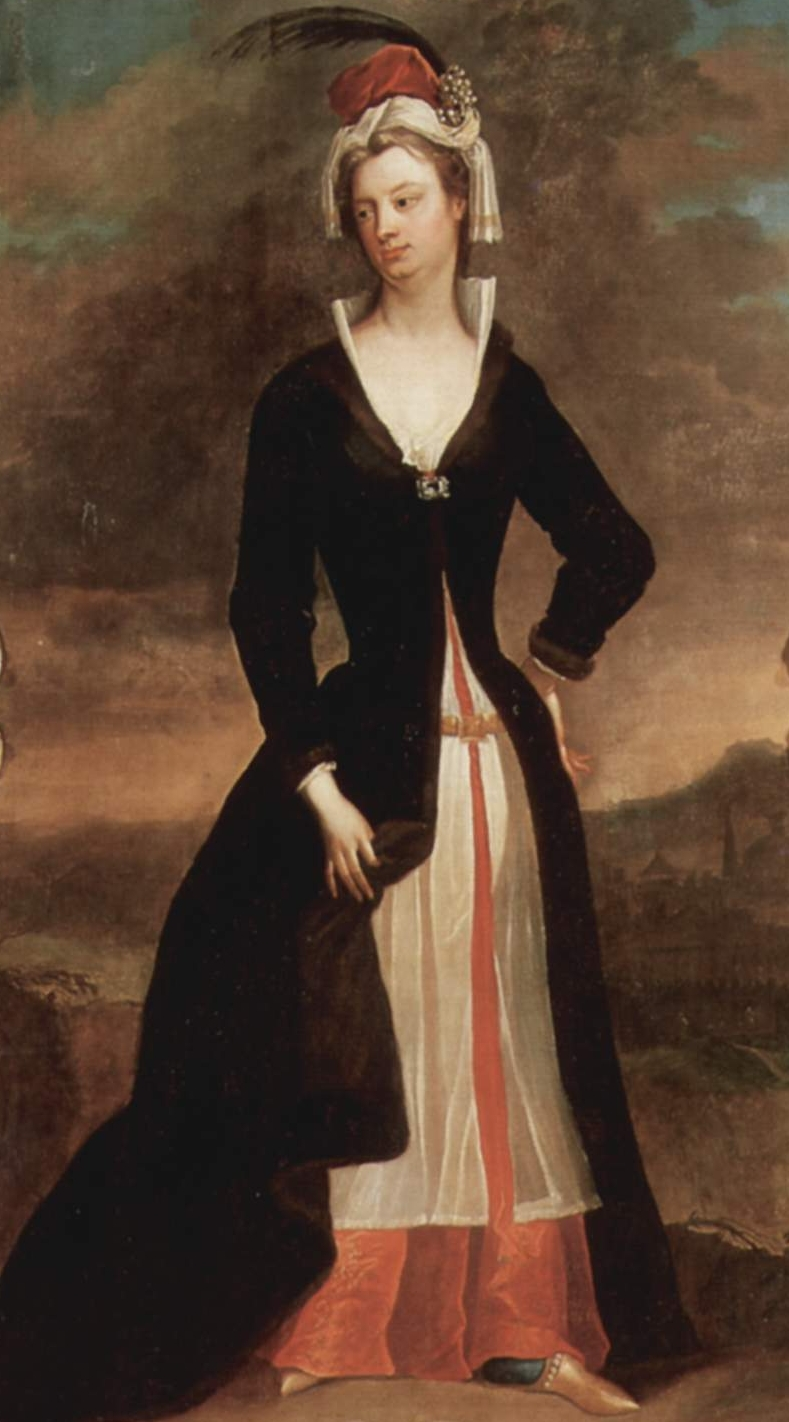
ماري وورتلي مونتاجو، بقلم تشارلز جيرفاس، بعد عام 1716

في يناير عام 1714، نشرت المعاملات الفلسفية للجمعية الملكية رواية عن رسالة تلقاها جون وودوارد من إيمانويل تيمونيوس في القسطنطينية. تم تأييد التلقيح ضد الجدري كطريقة مثبتة للحد من شدة المرض.
تم تقديم هذه الممارسة إلى إنجلترا من قبل السيدة ماري وورتلي مونتاجو. شفل زوج السيدة مونتاجو، إدوارد ورتلي مونتاجو منصب السفير البريطاني في الإمبراطورية العثمانية في الفترة من 1716 إلى 1718. شهدت بشكل مباشر الاستخدام التركي للتلقيح في إسطنبول، وقد تأثرت كثيرا: فقدت أخاها بسبب الجدري وتحملت ندبات في الوجه من المرض بنفسها. عندما هدد وباء الجدري إنجلترا عام 1721، اتصلت بطبيبها تشارلز مايتلاند لتلقيح ابنتها. ودعت أصدقاءها لرؤية ابنتها، بما في ذلك السير هانز سلون، طبيب الملك. نشأ اهتمام كافي بأن مايتلاند حصلت على إذن لاختبار التحصين في سجن نيوجيت في مقابل حريتها على ستة سجناء من المقرر شنقهم، وهي تجربة شهدها عدد من الأطباء البارزين. جميع نجوا، وفي 1722 تلقت بنات أمير ويلز التلقيحات.
انتشرت ممارسة التلقيح ببطء بين العائلات المالكة في أوروبا، يتبعها عادة تبني أكثر عمومية بين الناس.
تم توثيق هذه الممارسة في أمريكا في وقت مبكر من عام 1721، عندما زابدييل بويلستون، بناء على حث من كوتن ميذر، نجح في تطعيم اثنين من العبيد وابنه. كان ميذر، وهو وزير بارز في مدينة بوسطن، قد سمع وصفاً للممارسة الأفريقية للتلقيح من عبده السوداني، أنسيمس، عام 1706، وبعد ذلك من تقرير تيموني إلى الجمعية الملكية، ولكن لم يكن في السابق قادراً على إقناع الأطباء المحليين بمحاولة إجراء عملية التلقيح. بعد هذا النجاح المبدئي، بدأ بويلستون أداء التطعيمات في جميع أنحاء بوسطن، على الرغم من الكثير من الجدل ومحاولة واحدة على الأقل على حياته. وثبتت فاعلية الإجراء عندما تم تلقيح حوالي ثلاثمائة شخص أثناء الفاشية، توفي ستة فقط، في حين كان معدل الوفيات بين أولئك الذين أصيبوا بالمرض بشكل طبيعي واحد من كل ستة. سافر بويلستون إلى لندن عام 1724. هناك نشر نتائجه وانتُخب للجمعية الملكية عام 1726.
| تجربة طبيعية في التلقيح حول بوسطن، 1721 |       |      |                |
|                                         | مجموع | مات  | % معدل الوفيات |
| ملقح                                    | 300   | 6    | 2%             |
| غير ملقح                                | 6000  | 1000 | "حوالي 14%"    |

في فرنسا، ظهرت معارضة كبيرة لإدخال التطعيم، وحظرت من قبل البرلمان. كتب فولتير، في كتابه رسائل فلسفية (بالفرنسية: Lettres Philosophiques)‏، انتقادات لأبناء بلده بسبب معارضتهم للتلقيح وعدم إبداء الكثير من الاهتمام لرعاية أطفالهم، وخلص إلى أنه «لو تم تطبيق التلقيح في فرنسا لكان قد أنقذ حياة الآلاف».
نما التطعيم في بشعبية في أوروبا خلال القرن الثامن عشر. بالنظر إلى انتشار الجدري وعواقبه الشديدة غالباً في أوروبا في القرن الثامن عشر (وفقًا لفولتير، كان هناك 60٪ من الإصابة الأولى، ومعدل وفيات 20٪، و 20٪ من حدوث ندبات حادة)، شعر العديد من الآباء أن فوائد التطعيم تفوق المخاطر وطعمُ أطفالهم.

## التقنية
تم التعرف على شكلين من مرض الجدري، المعروف الآن أنه يرجع إلى سلالتين من فيروس الجدري. كان لدى أولئك الذين تعرضو مع فاريولا طفيفة خطراً كبيرًا للوفاة - 1-2٪، مقارنةً بمتلازمة الجدري الكبرى بنسبة 30٪ من الوفيات. انتشار العدوى عن طريق الجسيمات الفيروسية المستنشقة في الرذاذ تفشي العدوى على نطاق أوسع من العدوى المتعمدة من خلال جرح الجلد الصغيرة. تعد العدوى الأصغر المحلية كافية لتحفيز الجهاز المناعي لإنتاج مناعة معينة للفيروس، بينما يتطلب المزيد من أجيال الفيروس الوصول إلى مستويات العدوى التي يحتمل أن تقتل المريض. إن الحصانة المتصاعدة تنهي العدوى. لذلك فإن التأثير المزدوج هو التأكد من أن الشكل الأقل فتكًا للمرض هو الذي يتم اكتشافه، ومنح جهاز المناعة أفضل بداية ممكنة في مكافحته.
تم إجراء التلقيح في الشرق تاريخياً عن طريق نفخ قشور الجدري في الأنف. في بريطانيا وأوروبا والمستعمرات الأمريكية كانت الطريقة المفضلة حك مادة من بثرات الجدري من حالة معتدلة مختارة (جدري ثانوي) في داخل خدش بين الإبهام والسبابة. عادة ما يتم تنفيذ ذلك عندما يكون الفرد في حالة صحية جيدة، وبالتالي في ذروة المقاومة. المتلقي قد يصاب بالجدري. ومع ذلك، بسبب إدخالها من خلال الجلد بدلاً من الرئتين، وربما بسبب الحالة الصحية للفرد الملقح الموجود مسبقًا (الصحة الجيدة)، والعلامات علي ظهور العدوى اولية، كانت حالة الجدري الناتجة أكثر اعتدالا من الطبيعي، أنتجت تندبات الوجه أقل بكثير، وكان معدل وفيات أقل بكثير. كما هو الحال مع الناجين من المرض الطبيعي، كان الشخص الملقح محصناً ضد العدوى.

## قدم

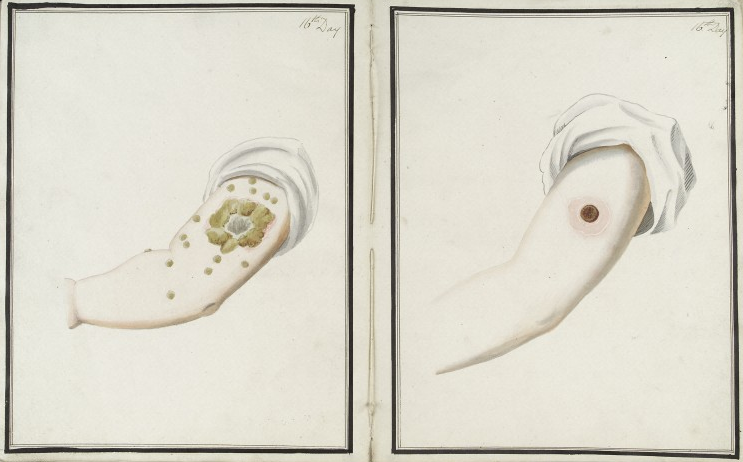
مقارنة الجدري (إلى اليسار) وجدري البقر (يمين) التلقيح بعد 16 يومًا من المعالجة

في عام 1798، نشر الجراح الإنجليزي/العالم إدوارد جينر نتائج تجاربه، وبالتالي قدم أسلوبًا أفضل وأكثر أمانًا للتطعيم بفيروس جدري البقر، وهو عدوى خفيفة تسببت أيضًا في حصانة ضد الجدري. لم يكن جينر أول شخص يقوم بالتطعيم باستخدام جدري البقر ولا أول من أدرك أن العدوى مع جدري البقر أعطت مناعة ضد الجدري. ومع ذلك، كان أول من نشر الدليل على أنه كان فعالاً وتقديم المشورة بشأن إنتاجه. وقد أدت الجهود التي يبذلها إلى التلقيح ضد الجدري إلى التوقف عن التدخين وتم حظره في النهاية في إنجلترا في عام 1840.

## روابط خارجية
- US National Library of Medicine